# Agim Vinca
Agim Vinca (ur. w 1947 roku w Wełeszcie k. Strugi, Macedonia) – albański poeta i eseista.

## Życiorys
Studiował język i literaturę albańską na uniwersytecie w Prisztinie. We wrześniu 1991 roku został usunięty z uczelni przez władze serbskie. Pierwsze utwory publikował pod koniec lat 60. Obecnie prowadzi wykłady z literatury albańskiej w Prisztinie. Jest autorem wydanej w 2006 roku w Prisztinie antologii Kënga e Hapur (Otwarta pieśń), zawierającej utwory 65 poetów albańskich.

## Twórczość

### Poezja
- Horizonti i kaltërt (Błękitny horyzont, 1969)
- Vite pa thinja (Lata bez siwizny, 1970)
- Feniksi (Feniks, 1972)
- Shtegu i mallit, (Górska ścieżka, 1975)
- Fjalë nga zemra (Słowo z serca, 1977)
- Në vend të biografisë (Zamiast biografii, 1977)
- Zëri i gjakut (Głos krwi, 1984)
- Ujvarat e diellit (Wodospady słońca, 1988)
- Populli i pandalur (1992)
- Kohë e keqe për lirikën (Zły czas dla liryki, 1997)
- Dri, (1999)
- Sonet i vetmuar (Samotny sonet, 2001)

### Inne publikacje
- Ditari i pandemisë: Rrëfime nga karantina (2020)
- Konkubina dhe rrëfime të tjera (2020)

## Tłumaczenia polskie
- Psalm do świętego Nauma, Psy Sodomy, [w:] Tylko Itaka pozostanie. Antologia poezji albańskiej XX wieku, przeł. Mazllum Saneja, Warszawa 1993.